# Stenaelurillus solapur
Espèce
Stenaelurillus solapur est une espèce d'araignées aranéomorphes de la famille des Salticidae.

## Distribution
Cette espèce est endémique du Tamil Nadu en Inde,. Elle se rencontre dans le district de Solapur.

## Description
Le mâle holotype mesure 3,91 mm et la femelle paratype 5,88 mm.

## Systématique et taxinomie
Cette espèce a été décrite par Kuni, Tripathi et Kadam en 2024.

## Étymologie
Son nom d'espèce lui a été donné en référence au lieu de sa découverte, Solapur.

## Publication originale
- Tripathi, Kuni, Kadam, Kumaran & Sudhikumar, 2024 : « Four new species and five new distribution records of the jumping spider genus Stenaelurillus Simon, 1886 (Salticidae: Aelurillines) from India. » European Journal of Taxonomy, vol. 930, p. 124-156 (texte intégral).